# Ботулински токсин
Ботулински токсин, егзогени неуротоксин, ботокс, (енгл. Botulinum toxin, ЕЦ 3.4.24.69, botulinum неуротоксин, BoNT), је ензим који прозводи бактерија клостридијум ботулинум (лат. Clostridium botulinum). Он спада у групу биолошки најјачих отрова јер свој паралитички ефекат остварује брзом, иреверзибилном блокадом неуромишићне трансмисије. Унет у организам инхибира ослобађање ацетилхолина у неуромишићним синапсама узрокујући у организму болест познату под називом ботулизам. Средња смртна доза ботулинског токсина, једног од најјачих природних отрова, је ) 30 pg/kg након интравенске или супкутане (поткожне) апликације, или 3 ng/kg након удисања. Његова изутена токсичност доказана је у експерименталним условима, када после интравенског убризгавања, у крв примата, средња смртна доза ботулинског токсина износи,  - 40-56 ng, или код типа-Ц1 око 32 ng, код типа-Д око 3.200 ng, и типа-Е око 88 ng.
Ботулински токсин познат по једном од својих најупотребљавинијих имена, Ботокс или Диспорт, захваљујући истраживањима Алана Скота (Alan Scott), користи се у медицини у веома малим дозама као лек за опуштање мишића, код пацијената са болним грчевима и фасцикулацијама мишића (нпр. код миокимије). Неупоредиво већу популарност ботокс је стекао у козметологији као средство за улепшавање, тачније за „затезање бора“.

## Историја
Ботулизам, (лат. botulismus од лат. botulus - кобасица) је тежак, смртоносни облик тровања биолошким егзотоксином, који излучује анаеробна бактерија клостридијум ботулинум, од чијих су седам различитих имунолошких типова, за људе отровни А, Б и Е тип, први пут је откривен у 19. веку. Ботулински токсин је смртоносан јер у телу човека изазива (парализу) мишића и за последицу има поремећај виталних функција. Човек се клостридијум ботулином обично зарази, конзумирањем заражене хране, али зараза је могућа и преко дубоких инфицираних рана у којима владају анаеробни услови.
Тровања ботулински токсином први је свеобухватно описао др Јустинус Кернер, аустријски лекар и песник у 19. веку (између 1817. и 1822) и назвао га „отров кобасица“, због тровања која је он изазивао после конзумирања недовољно куваних димљених кобасица. Након дужег посматрања оболелих од ботулизма, Кернер је дошао на идеју да се можда овим отровом могу постићи повољни резултати у лечењу неуролошких болести које се манифестују невољним покретима или грчењем мишића. Знајући да је код ботулизма парализа генерализована (захвата све мишиће), Јустинус Кернер је закључио да би се локалном применом ботулинског токсина (у минималним дозама) могао постићи исти учинак, али само на месту његове примене, без других промена у организму.
Emile van Ermengem 1897, идентификује бактерију клостридијум ботулинум као „произвођача“ ботулинског токсина.
Године 1928, Тесмер Снајп и Херман Зомер (Tessmer Snipe и Hermann Sommer), по први пут издвајају пречишћени ендотоксин ботулизма.
Године 1949, Burgen's group прва открива да ботулински токсин своје дејство испољава блокирањем неуромишићне трансмисије.
Идеја Јустинус Кернера о лечењу ботулинским токсином, остварена је много година касније, и то најпре у офталмологији, где је примењена за лечење страбизма (разрокости) код деце. После бројних испитивања на експерименталним животињама, токсин је у лечењу пацијената први применио 1981. амерички офталмолог Алан Скот (Alan Scott), који је ботулински токсин убризгавао у очни мишић, како би умањио његово грчење и вратио га у нормалан положај.
Након одобрења америчке Администрације за храну и лекове 1989. ботулински токсин се све више примењује за лечење; страбизма (разрокост), блефароспазма (неконтролисани грч веђа), хемифацијалног спазма (неконтролисано грчење мишића лица), миокимије итд). Убрзо почиње и примена ботулинског токсина у неурологији за лечење поремећаја контроле покрета (дистоније која може да настане као посебна болест или симптом у другим неуролошким болестима), хиперхидрозе, итд.
У последње време примена ботулинског токсина се проширила и у козметици, у којој ботокс тип-А козметичари користе за - уклањање бора без скалпела. Од 2007, третман ботоксом типа-А најчешће је примењивана процедура у козметици у свету. Само у САД годишње се обави око 4,6 милиона процедура, у складу са препорукама  Америчког удружења пластичних хирурга. 

## Карактеристике ботулинског токсина
Ботулински токсин спада у веома токсичан бактеријски егзотоксин, који је по својој хемијској природи протеин или полипептид који излучује у спољашњу средину грам (+) бактерија к. ботулинум. Гени који кодирају синтезу егзотоксина локализовани су на плазмидима или кодирани бактериофагом. Ботулински егзотоксин је добар антиген. Најчешће је термолабилан и брзо га уништава топлоте, на пример кување. Међутим, споре к. ботулинум су отпорне на температури од 100 °C на дуже време.
Ботулински токсин (као и тетанусни) је грађен по типу АБ токсина односно поседују субјединицу Б (binding) која се везује за ганглиозиде на нервним ћелијама и субјединицу А која бива интернализован у ћелији и представља активни део токсина. Спајање везикуле и мембране пресинаптичког неурона и егзоцитоза садржаја везикуле у синапсу, захтева интеракцију протеина везикуле синаптобревина (VAMP) и протеина пресинаптичке мембране синтаксина (SNAP-25). Овом интеракцијом се формира стабилни комплекс под називом SNARE.

## Врсте токсина
До данас је изоловано осам типова, антигенски различитих егзотоксина клостридијума ботулинума; тип А, Б и Ц (алфа),  Ц (бета), Д, Е, Ф и Г. Сваки сој клостридијум ботулинума може да произведе само једну врсту егзотоксина. Типови А, Б, Е и ретко, Ф узрокују болест код људи. Типови егзотоксина А и Б су најотровнији за људе, а њихов унос и у малим количинама контаминираном (зараженом) храном резултује најизраженијим обликом болести (тровања), у односу на све остале типове ботулинског егзотоксина.
Током последњих двадесет година, најчешћи узрок епидемија изазваних храном јесу егзотоксини типа  А и Б (са највећом стопом морбидитета и морталитета), док је тип Е углавном повезан са тровањем морским производима. Тровања егзотоксином типа Ф су ретка али могућа. У 15% епидемија изазваних егзотоксинима клостридијум ботулинумом није одређен тип токсина. Отрови типа Ц и Д углавном узрокују болест код разних животиње. Токсин типа Г је повезан са изненадним смртним исходом болесника, али не и са неуропаралитичким поремећајима. Изолован је након обдукција из материјала 5 болесника у Швајцарској 1977.
| -               | Група I  | Група II | Група III   | Група IV |
| --------------- | -------- | -------- | ----------- | -------- |
| Врста токсина   |          |          |             |          |
| Протеолиза      | +        | -        | слаба       | -        |
| Глуколиза       | -        | +        | -           | -        |
| Домаћин болести | човек    | човек    | животиње    | -        |
| Ген токсина     | хромозом | хромозом | бактериофаг | плазмид  |
| Блиски сродници |          |          |             |          |

## Патофизиологија
Ботулизам је болест у којој је доминантан симптом парализа мишића изазвана ботулинским токсином, који производи бактерија позната под именом клостридијум ботилинум (лат. Clostridium botulinum).
Да би се нека „порука“ пренела са нерава на мишиће потребно је да се ацетилхолин (супстанца која преноси информацију) ослободи из везикула („кесица“) на крајевима нервних ћелија.
Нервни импулс који доспе до краја нервног влакна изазива промену његовог мембранског потенцијала. Услед раста потенцијала отварају се калцијумски канали и јони калцијума улазе у пресинаптички завршетак. Улазак калцијума изазива кретање везикула ка ћелијској мембрани и ослобађање неуротрансмитера путем егзоцитозе. Егзоцитоза је поред складиштења неуротрансмитера важна функција везикула. У овом процесу активирају се разни протеини који усмеравају везикуле до ћелијске мембране. Неки од њих су синаптотагмин (synaptotagmin), синаптобревин (synaptobrevin), синтаксин (syntaxin) и СНАП-25 (SNAP-25).
Тип А (BoNT/A), тип Ц (BoNT/C) и тип Е (BoNT/E) токсин интерферира са СНАП-25 (SNAP-25) протеинима, а остали типови имају друге циљне структуре; тип Ц (BoNT/C) синтаксин, тип Б (BoNT/B), тип Г (BoNT/G), тип Д (BoNT/D) и тип Ф (BoNT/F) ВАПМ/синаптобревин итд.
Механизам дејства токсина заснива се на његовом учешћу у блокади секреције неких неуротрансмитера (пре свега ацетилхолина у ацетилхолинским нервним влакнима. Токсин блокира излазак ацетилхолина из ћелије, тако што разлажу горе споменуте протеине егзоцитозе и „команде“ са нерава се више не преносе самостално на мишиће и покрети у мишићима престају, а у телу настаје потпуна парализа мишићних функција.

## Јединица за мерење ефикасности ботулинског токсина
Мишја јединица (U) је стандардна јединице за мерење ефикасности ботулинског токсина за хуману употребу;
- Једна мишја јединица; је количина ботулинског токсина способна да у групи од 18-20 Swiss Webster мишева убије њих 50%.
- Британски облик ботулинског токсина Диспорт (Dysport) у једном нанограму садржи 40 U,
- Амерички Ботокс А (Botox A) има 2,5 U/ng. Летална доза америчког токсина је 40 U на kg/ТТ, када се токсин да интравенски мајмуну
- За човека летална доза је око 2.730

## Врсте интоксикација ботулинским токсином (ботулизма)
Постоје три главне врсте интоксикације ботулинским токсином (ботулизма) која се јављају у природном облику и једн облик који је вештачки изазван;

##### Боутилизам који се преноси преко хране
Токсини се апсорбују из танког црева и желуца, након уноса заражене хране, јер је веома отпоран на дигестију, и најчешће није уништен од стране ензима за варење. У року од неколико сати до неколико дана, токсин се путем крви дистрибуира до ацетилхолинских рецептора где блокира неуромишићну трансмисију у ацетилколинским нервним влакнима. Његовим дејством нападнути су нерви, гастроинтестинални, ендокрини и метаболичких системи организма. Пошто моторна плоча не продукује ацетилхолин, због блокаде ботулинским токсином, јавља се хипотонија која се манифестује као симетрична парализа, обично је повезан са гастроинтестиналним симптомима; мучнином, повраћањем, и проливом. На почетак болест прво почиње блокадом можданих живаца и први је знак болести. Касније се као компликације јављају паралитички илеус, тежак затвор, и уринарна ретенција.

##### Ботулизам рана
Интоксикација организма ботулинским токсином може да настане и као последица контаминације трауматских повреда (рана) спорама клостридијума ботулини, из загађеног земљишта, (прашином из земље или ситним шљунком). Интоксикација може настати и код корисника дроге након убризгавања хероина, киретаже, царског реза итд. Трауматизовано и девитализовано ткиво када је изолована од спољног ваздуха, обезбеђује анаеробне услове за клијање спора у вегетативне организме који производе неуротоксин, који се затим дистрибуира хематогеним путем по организму. Нервни, ендокрини и метаболички систем су углавном погођени. Симптоми се јављају и даље развијају после периода инкубације од 4-14 дана, (просечно 10 дана). Клиничких симптоми тровања ботулинским токсином из рана су сличне онима код ботулизма изазваног храном осим што су гастроинтестинални симптоми (укључујући мучнину, повраћање, пролив) ретки.

##### Дечји ботулизам
Познат и као цревни ботулизам, настаје када споре ботулизма допру у црева и почну да производе ботулински токсин. Ова врста обично напада децу, мада се може јавити и код одраслих који имају неке цревне поремећаје.

##### Вештачки ботулизам
Овај облик ботулизма може настати након употребе ботулинског токсина као агенса у биолошком тероризму. Заражавање је удисањем честица токсина распршених у ваздуху.

## Индикације за лечење ботулинским токсином
Ботулински токсин је нашао своје место у лечењу;

##### Спастичност
Спастичност је поремећај мишићног тонуса са променама у централном нервном систему, које се карактеришу повећаним отпором на пасивни покрет и један је од најчешћих симптома удружен са оштећењем горњег моторног неурона. Најчешћи узроци спастичности су;
- дечја церебрална парализа,
- трауматско оштећење мозга,
- цереброваскуларни инсулти,
- Склероза мултиплекс,
- болести и повреде кичмене мождине,
- аноксија,
- остале болести и повреде, које захватају пирамидални систем.

Лечење спастичности ботулинским токсином има за циљ:
- смањење или уклањање бола и болних флексионих или екстензионих спазама,
- превенцију развоја контрактура,
- побољшање покретљивости,
- олакшавање дневних активности и лакше учешће у рехабилитацији,
- олакшање посла лицима која негују болесника са спастицитетом.

Објављене истраживања показала су побољшање у трајању ремисија од две недеље до 11 месеци после локалног инјектирања ботулинског токсина. Најбоље су на терапију ботулинским токсином реаговали спастичност надлактице, мање и краће спастичност подлактице, док бол није могао да буде смањен.
У дечјој церебралној парализи смањење спастичности доприноси одлагању хируршке интервенције до узраста у коме она може бити ефикаснија и не захтева понављање.

##### Различите форме дистоније
Дистонија је назив за групу стања која укључују невољне трзаје, грчење или покрете мишића. Промене могу захватити део тела, као нпр очи, врат или уд (жаришна дистонија), већи део тела као врат или руке (сегментна дистонија), руку и ногу исте стране тела (хемидистонија) или цело тело (генерализована дистонија). Дистонија није смртоносна болест, али може у већој мери смањити квалитет живота болеснику.
Жаришне дистоније, код којих се примењује лечење ботулинским токсином
| Поремећај                 | Симптоми и знаци |
| ------------------------- | --- |
| Блефароспазам             | - Неконтролисано грчење, подрхтавање и стезање веђа, трептање, жмиркање и затварање ока. - Болесник ове покрете не може контролисати, што омета функцију нормалног гледања. - Иритабилност очију и очних капака - Преосетљивост на светло и ветар - Може постојати и породична склоност невољном трептању             |
| Оромандибуларна дистонија | - Грчеви мишића доњег дела лица који изазивају неконтролисано отварање или затварање уста. - Обично је удружен са блефароспазмом. |
| Цервикална дистонија      | - Изазива неконтролисана кретања због грча (спазма) вратних мишића и мишића рамена. - Често са јаким боловима, - Покрети главе могу бити у једну страну (тортиколис), напред (антероколис), позади (ретроколис) - Може бити присутан и тремор главе. - Често се јавља трајно криви положај врата.                     |
| Грч код писања            | - Изражен у мишићима руке који се активирају код покушаја писања. - Грч нестаје након испуштања оловке из руке. - Јавља се и код неких других радњи које захтевају више пута истоврсна кретања (нпр. код музичара).                                                                                                   |
| Спазмодичка дисфонија     | - Захвата мишиће гркљана. - Промена гласа у току говора (глас постаје храпав, крештећи). - Понекад је говор на тренутке немогућ. |
| Хемифацијални спазам      | - Захвата мишиће једне стране образа који се неконтролисано грче. |
| Генерализована дистонија  | - Најчешће почиње у детињству - Промене се прво јављају на руци или нози - Захвата труп |
| Миокимија                 | - Подрхтавајуће (фасцикулације) контракције (грчеви) одређених снопова мишића, без покрета у целом мишићу и зглобу. - Виђа се како код мишића инервисаних од стране кичмене мождине тако и код мишића инервисаних од стране кранијалних (можданих) живаца. - Може бити фацијална (најчешћа), генерализована и фокална |

Ботулински токсин убризган у дистонични мишић ублажава невољне покрете. Зато се овај токсин примењује као терапија избора у лечењу различитих форми дистоничке дискинезије.
Ботулински токсин убризгава лекар у врло малим количинама у захваћени мишић. То ослабљује снагу мишић и спречава његово грчење. Потпуни учинак лечења почиње након 3 до 7 дана по примени (код неких болесника одмах), и траје три до четири месеца, па се према томе подешава целокупни програм даљег лечења.
Већина болесника врло добро подноси лечење ботулинским токсином, мада се у малог броја болесника могу јавити безопасне, блаже и пролазне нуспојаве најчешће на месту његове апликације.

##### Хиперхидрозе
Хиперхидроза је стање које се карактерише локализованим или генерализованим прекомерним знојењем које превазилази потребе организма за регулацију телесне температуре преко зноја. Симптоми поремећаја почињу да се јављају у детињству и остају до краја живота са израженијим погоршањем симптома обично у пубертету.
Ботулински токсин код овог поремећаја: примењује се у облику интракутаних или интрагландуларних инјекција које се убризгавају у пазушне жлезде и кожу. Он инхибира ослобађање ацетилхолина у холинергичним нервима који инервишу знојне жлезде и тако смањује продукцију зноја. Трајање и облик терапије се разликује од особе до особе. Пре примене ботокса потребно је да се уради специјални тест којим се тачно дефинише „радно поље“- одабране регије за третман. Код прекомерног знојења испод пазуха није потребна претходна анестезија, међутим убризгавање ботокса у регију дланова и стопала захтева анестезију.
Употреба ботулинског токсина је у већини земаља одобрена за примарно лечење хиперхидрозе пазушних (аксилиарних) жлезда. Коришћење ботокса на другим местима у телу, као што су руке, ноге и чело, у неким земљама се не препоручује.

##### Главобоље и друге болести
Главобоље-мигрена
Лечење и превенција хроничних главобоља (укључујући и мигрену) применом ботулинског токсина је могуће, али су резултати успешности лечења изнети од стране бројних аутора за сада опречни (од јако успешних до незадовољавајућих).
Осател болести
Осател болести код којих се примењује ботулински токсин, а за то не постоји посебно одобрење од стране америчке ФДА су;
- Педијатријска инконтиненције,[29] инконтиненција бешике,[30] или неурогена инконтиненције бешике.[31]
- Анална фисура[32]
- Вагинизам. Лечење овог поремећаја има за циљ смањење спазма вагиналног мишића.[33]
- Спастични поремећаји повезани са повредама или болестима централног нервног система, укључујући мождани удар, мултиплу склерозу, Паркинсонову болест, или церебралну парализу
- Дијабетесна неуропатија
- Поремећај функције темпоромандибуларног зглоба.
- Зарастање рана
- Претерана саливација (излучивање пљувачке)
- Лечење гојазности. Постоје докази да се ботулински токсин може користити за мршављење продужењем време пражњења желуца, што код пацијента ствара осећај ситости.[34]

## Примена ботулинског токсина у козметици
Козметичке учинке ботулинског токсина први је објавио пластични хирург из Сакрамента, у Калифорнији, др Ричард Кларк, 1989. у часопису Пластична и реконструктивна хирургија. Канадски брачни пар, офталмолог Карадерс ЏД. (Carruthers JD) и лекар дерматолог, Карадерс ЏА. (Carruthers JA) 1992. први су објави студију о примени ботулинског токсина (BTX-A) у лечењу бора на лицу. Сличане резултате лечења овим токсином приказало је и већи број независних група истраживача (Брин, са групом истраживача са Универзитета у Колумбији). 
Званично одобрење за примену ботулинског токсина типа А у козметици објављено је у САД 12. априла, 2002, од стране америчке Администрације за храну и лекове (ФДА), у чијој директиви је наведено да се ботулински токсин (BTX-A) може користити за привремено побољша изглед лица код умерених и израженијих набора (бора) на лицу између обрва.
Након тога од 2002. примена ботулинског токсина типа А у козметици постаје широко распрострањена метода, којој су се до данас подвргле многе познате личности, јер су ову методу прихватиле као повољнију у односу на облике лечења пластичне хирургије.

## Одобрени облици ботулинског токсина за лечење
Упоредни приказ основних карактеристика одобрених облика (за лечење) ботулинског токсина
|                                       | OnabotulinumtoxinA®                                                                        | AbobotulinumtoxinA®                                      | NT-201®                                                                   |
| ------------------------------------- | ------------------------------------------------------------------------------------------ | -------------------------------------------------------- | ------------------------------------------------------------------------- |
| Тип-сој                               | A-Hall                                                                                     | A-Hall                                                   | A-Hall                                                                    |
| Одобрен (зависно од индикација)       | У више од 75 земаља широм света, укључујући САД и Канаду                                   | У више од 65 земаља, укључујући САД и Канаду             | Немачка, остале европске земље, Мексико, Аргентина, Бразил                |
| Активна супстанца (молекулска тежине) | Ботулински токсин, комплекс тип А (900 kDa)                                                | Ботулински токсин, комплекс тип (500 kDa)                | Ботулински токсина тип А, без комплекса протеина (150 kDa)                |
| Индикације                            | Блефароспазам, страбизам, цервикална дистонија, хемифацијални спазам, пазушна хиперхидроза | Блефроспазам, цервикална дистонија, хемифацијални спазам | Блефароспазам, цервикална дистонија, у козметичке сврхе (у неким земљама) |
| Начин деловања                        | SNAP-25                                                                                    | SNAP-25                                                  | SNAP-25                                                                   |
| Број јединица у бочици                | 100                                                                                        | 300 до 500                                               | 100                                                                       |

### Нежељена дејства
Примена екстремно ниских доза ботулинског токсина карактерише се веома ниским процентом токсичности.
Нежељена дејства у току примени ботулинског токсина, (уз строго поштовање медицинских индикација, прописаних процедура и препорука произвођача лека), код пацијената су најчешће ретка, мала, пролазна и прихватљива за болеснике.
Нежељене дејства ботулинског токсина, се могу предвидети на основу начина деловања (парализа мишића) и хемијске структуре (протеини) молекула ботулинског токсина, као:
- Парализа погрешне група мишића, нпр. птоза очног капка (спуштеност горњег капка или „висећи капак“), може јавити у око 5% случајева. Уколико апликацију ботокса врши лекар пластичне хирургије у медицинској пракси, компликације се јављају у мање од 0,01% случајева.[41]
- Алергијска реакција
- Остала нежељена дејства, која могу бити; главобоља, дисфагија, грипозни синдром, замагљен вид, сува уста, умор, алергијске реакције и оток, модрица или црвенило на месту убода инјекције.[42][43] Модрица која се може јавити на месту инјекције је углавном споредни ефекат и није изазвана токсином, него начином његове апликације.

Нежељена дејства у козметологији
У козметици након употребе токсина, као нежељено дејство може се јавити неадекватни (асиметрични) израз лица, „висећи капак“, двоструки вид, неправилан осмех, губитка способности затварања очних капака, или умањење снаге мишића за жвакање чврсте хране (код убризгавања токсина у виличне мишиће).
Сви резултати третмана у козметикологији су ограниченог трајања, и могу бити кратки до шест недеља, али се најчешће позитивни резултати лечења одржавају између три и осам месеци, након чега се примена ботулинског токсина може поновити.

## Превенција нежељених дејстава
Како би се спречила могућност нежељених дејстава ботулинског токсина код ризичних група, његова примена се не препоручује код:
- трудница,

- особа која су алергична на јаја,

- неуромишићних болести.